# Péruwelz
Péruwelz (in piccardo Piérwé) è un comune del Belgio facente parte della Comunità francofona del Belgio, situato nella Regione Vallonia nella provincia di Hainaut.
Questo comune dell'Hainaut occidentale è situato a pochi passi dalla frontiera franco-belga, in prossimità della città francese di Condé-sur-l'Escaut e della foresta del Buon Soccorso che ospita il castello dell'Hermitage.

## Amministrazione

### Gemellaggi
- Paray-Vieille-Poste
- Jaunay-Clan
- Revest-du-Bion
- Brewton

## Galleria d'immagini

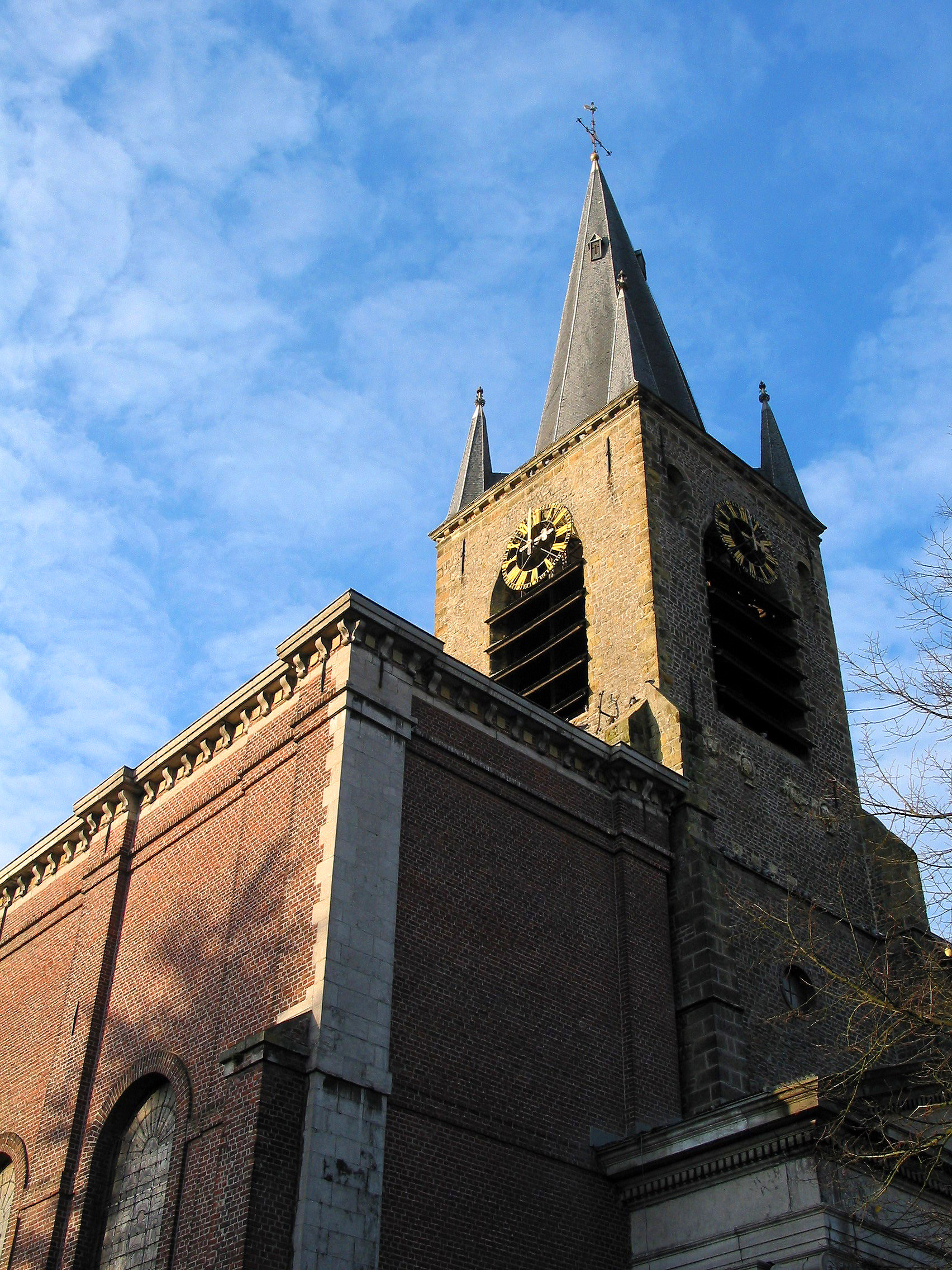
La chiesa di San Quintino
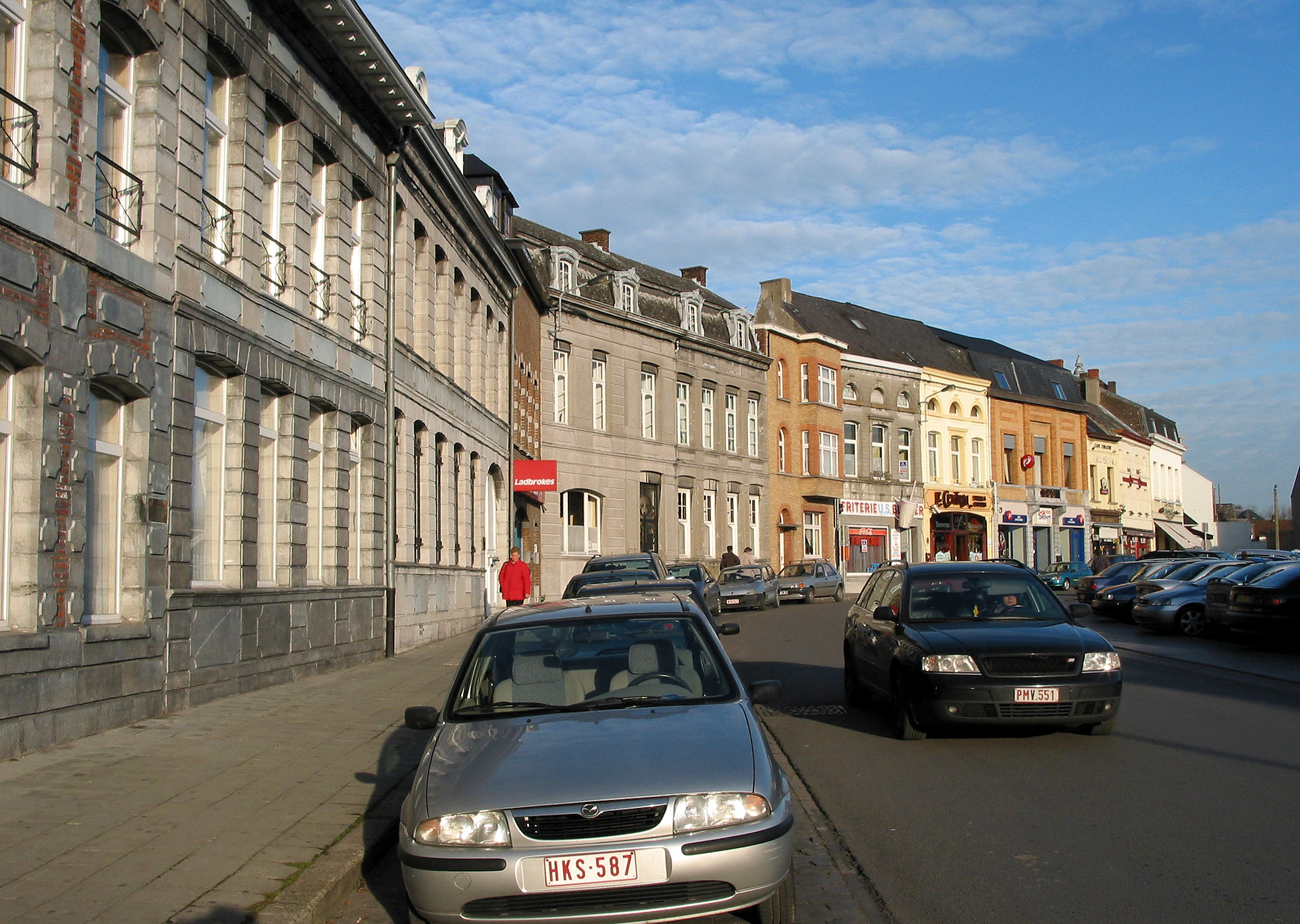
La Grand’Place.
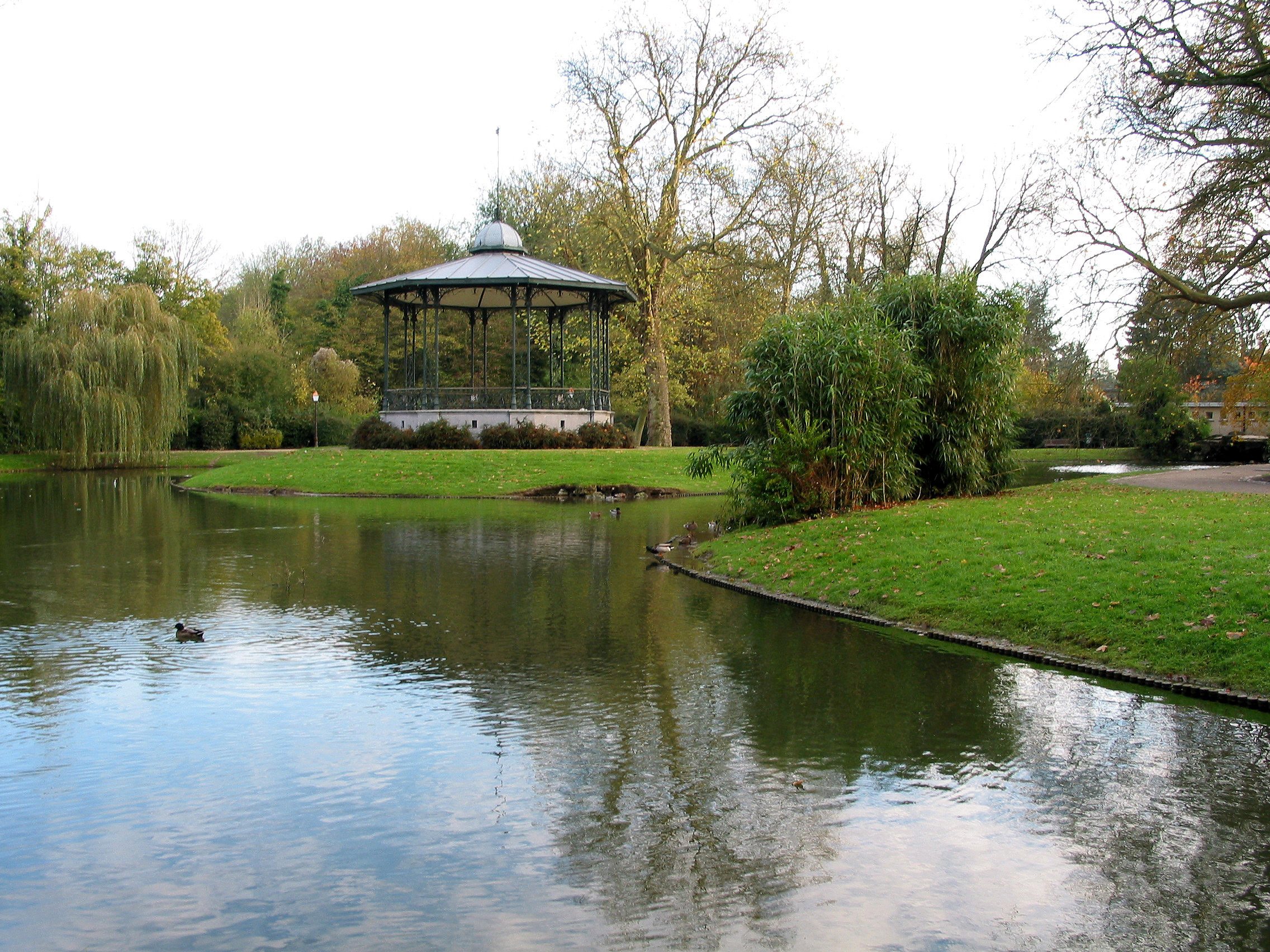
Il parco Simon con il chiosco in stile Art Nouveau (1898).
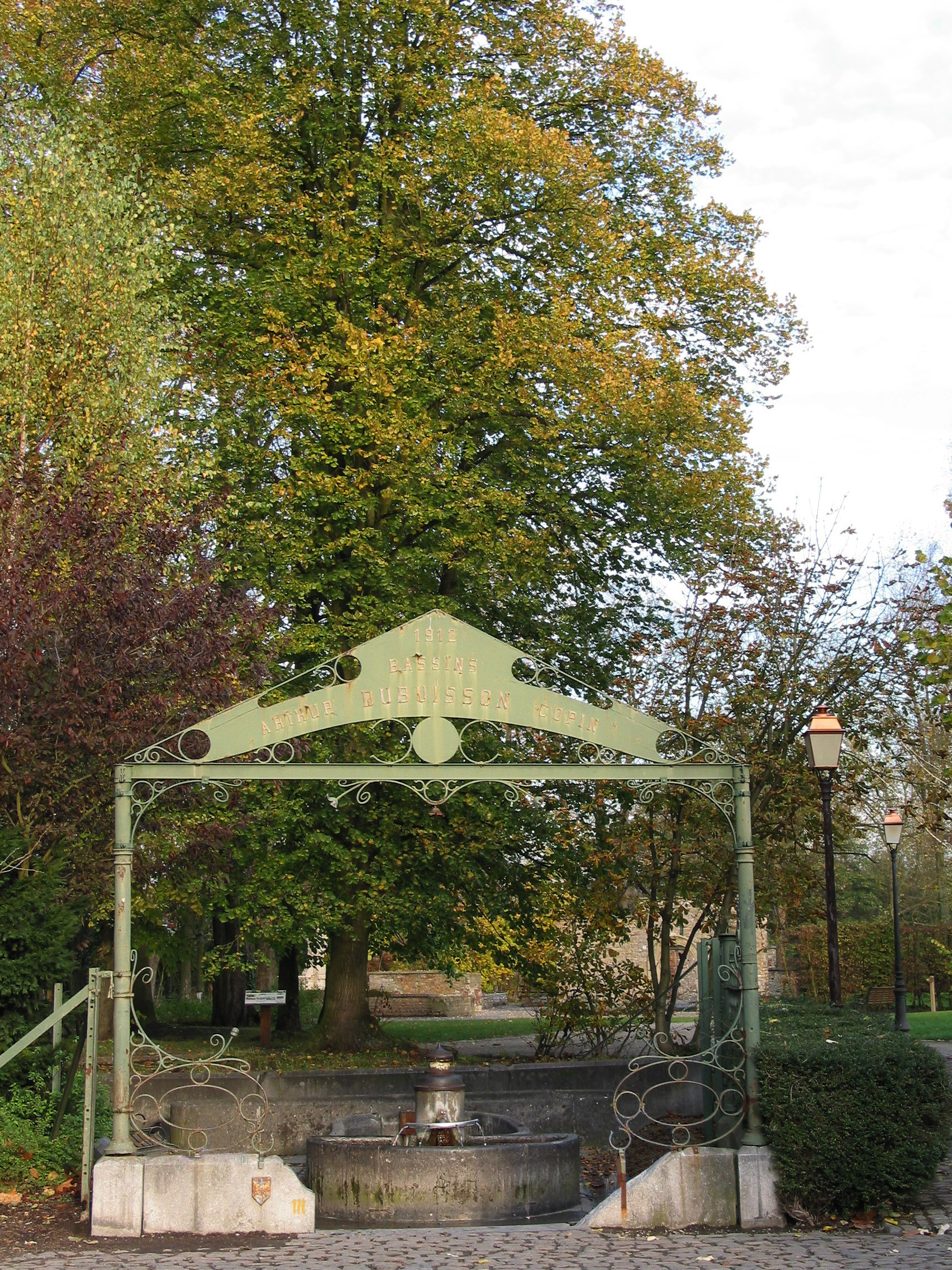
Il lavatoio-fontana (1912) e le rovine della vecchia galleria